# مارتینا سوچا
 مارتینا سوچا (اسلواکی: Martina Suchá؛ زادهٔ ۲۰ نوامبر ۱۹۸۰) یک تنیس‌باز اهل اسلواکی است.